# شپری
شپری  (آلمانی: Spree، سوربی: Sprjewja، چکی: Spréva) رودی است که در نزدیکی مرز چک و آلمان سرچشمه گرفته و با گذر از ایالت‌های زاکسن، براندنبورگ و برلین به هاول می‌ریزد. این رود، رود اصلی شهر برلین بوده که بنای این شهر نیز بر اطراف آن واقع شده است. شپری نزدیک به ۴۰۰ کیلومتر طول دارد.

## نگارخانه

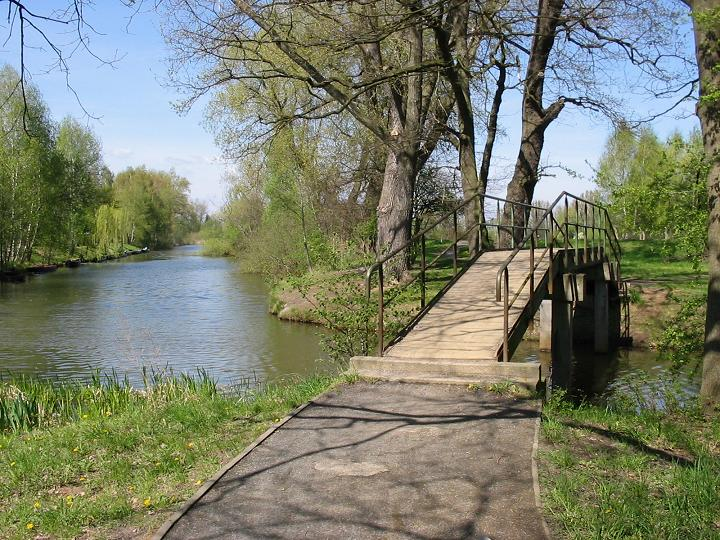
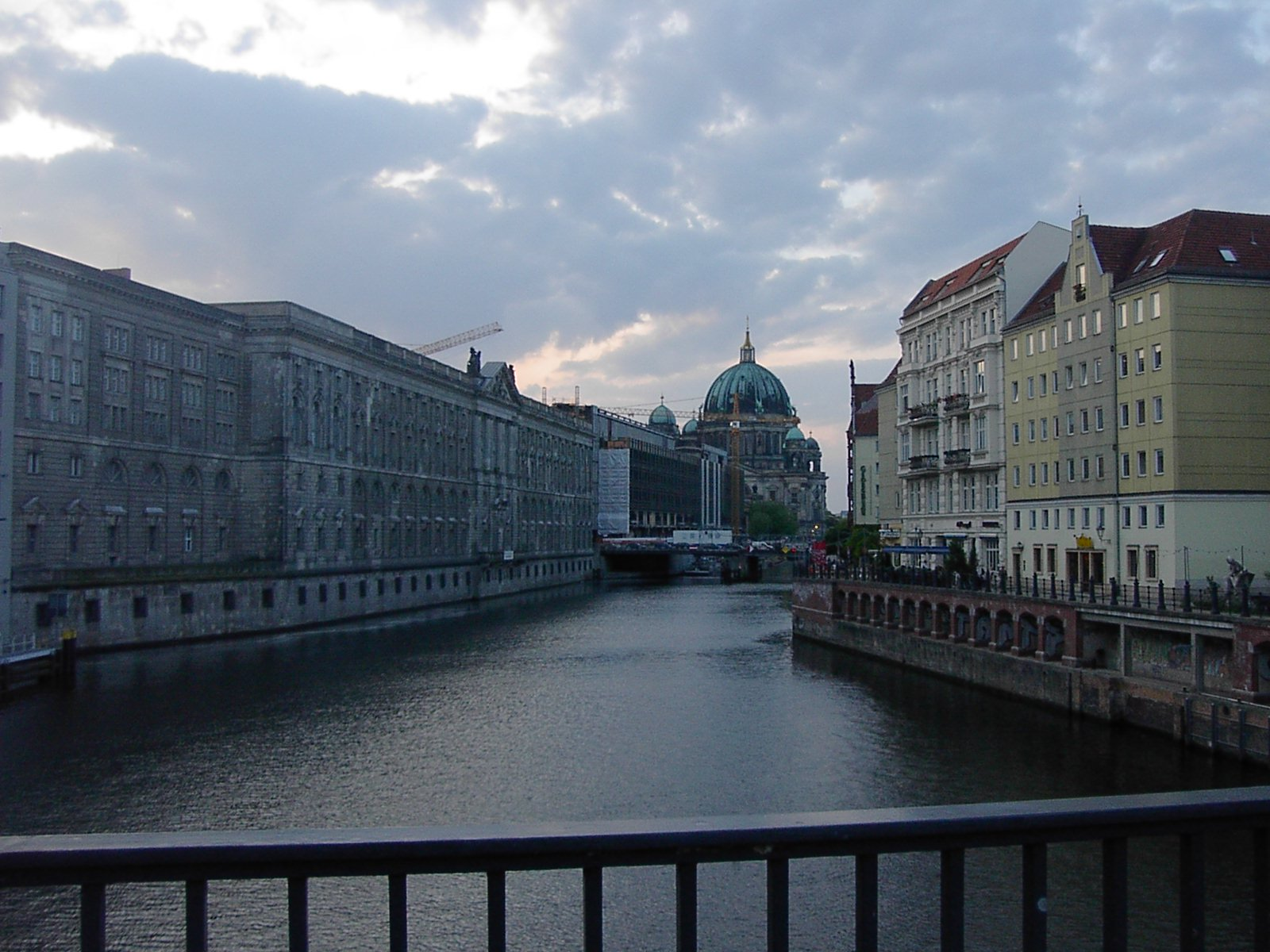
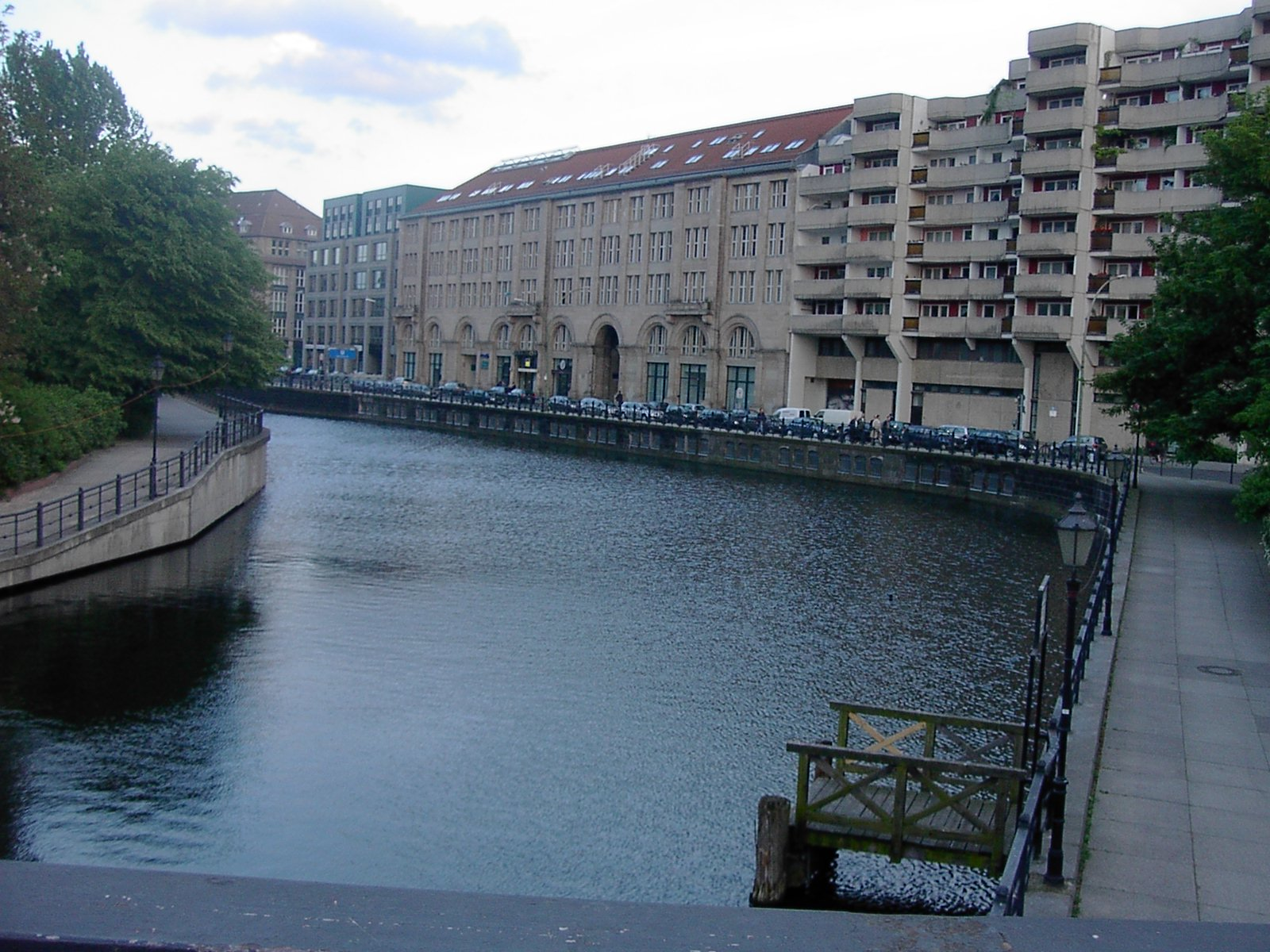
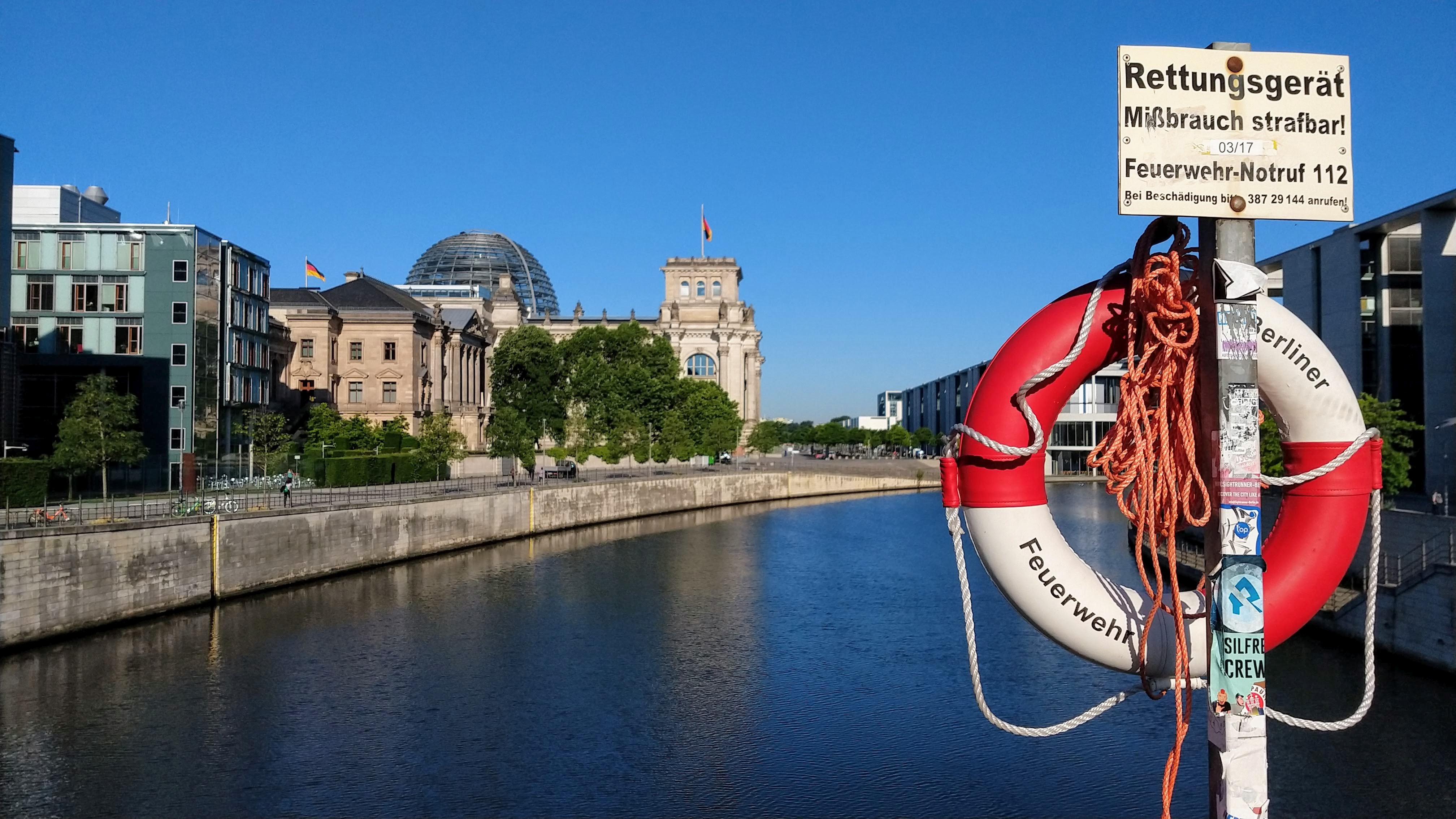
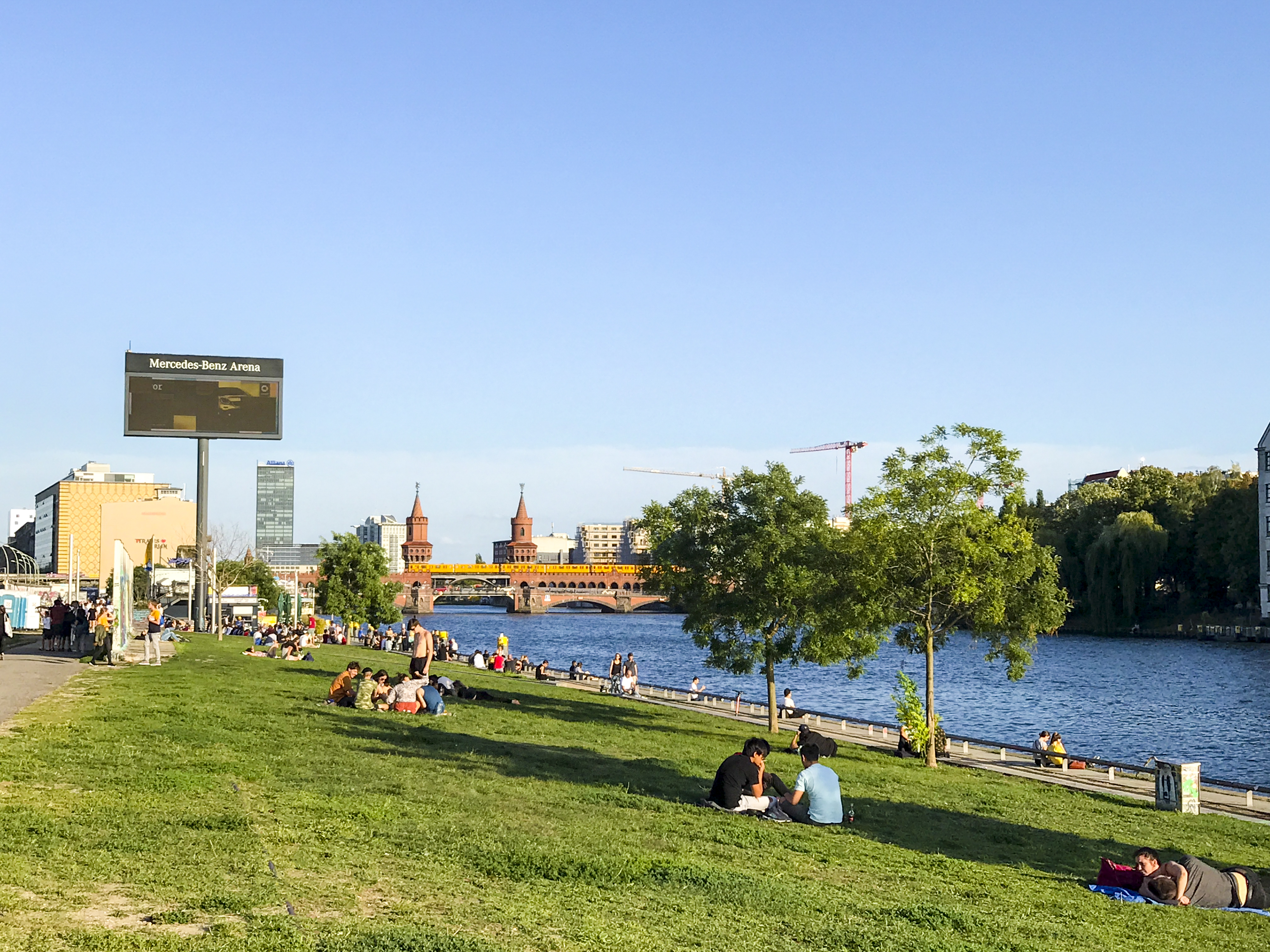
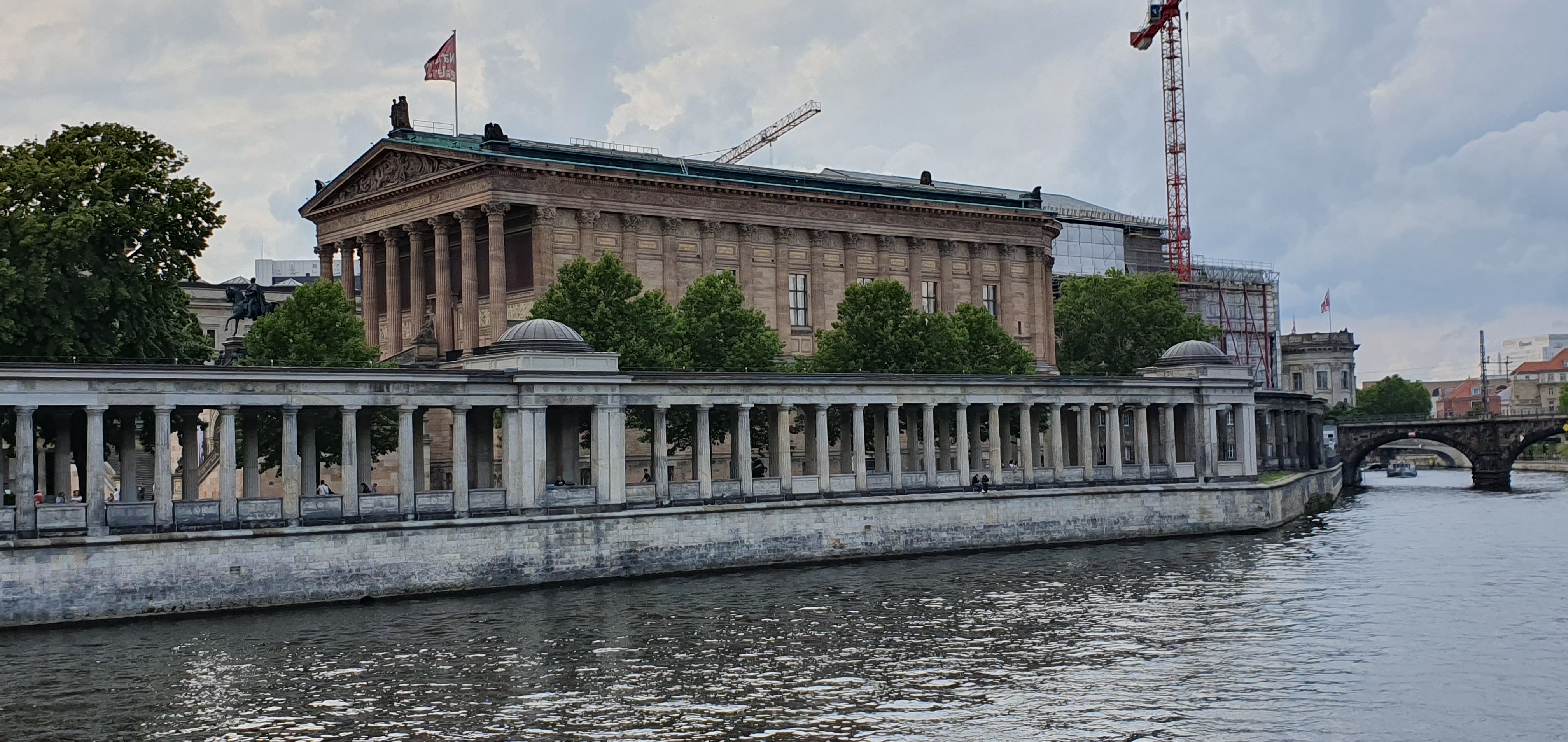
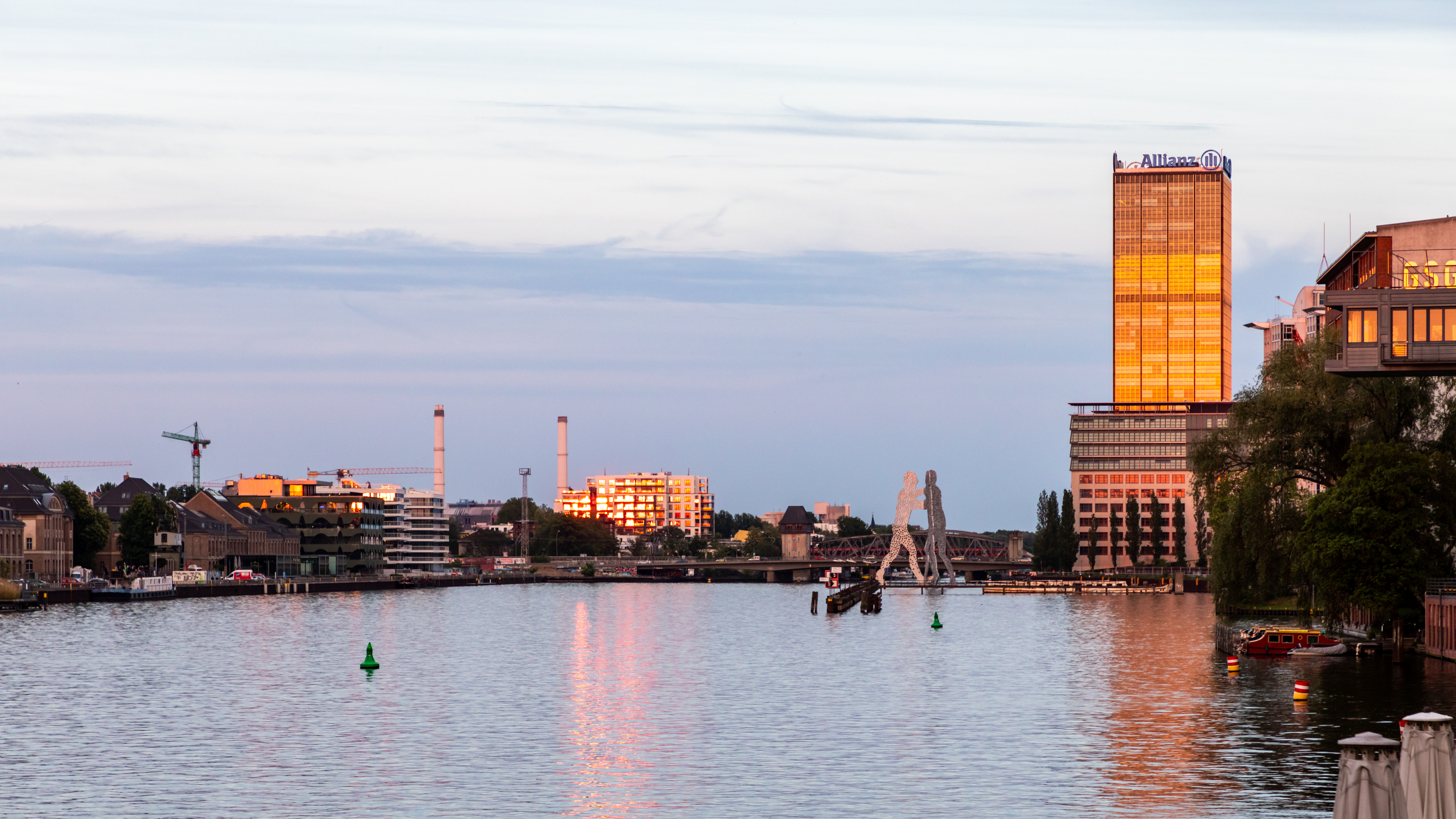